# کورت تراویس
کورت تراویس (انگلیسی: Kurt Travis؛ زادهٔ ۱۶ ژانویهٔ ۱۹۸۴) یک موسیقی‌دان اهل ایالات متحده آمریکا است.